# Armand-Anne-Tristan de La Baume de Suze
Pour les articles homonymes, voir Baume.
Armand-Anne-Tristan de La Baume de Suze (né en 1640 et mort le 4 mars 1705) est un prélat et évêque français du XVIIe siècle et du début du XVIIIe siècle. Évêque de Tarbes en 1675 il est transféré à Saint-Omer en 1677 avant d'être promu à l'archevêché d'Auch en 1684.

## Éléments de biographie
Armand-Anne-Tristan de La Baume de Suze est fils d'Anne de La Baume, comte de Rochefort, et de Catherine de la Croix-Chevrières il nait sans doute à Grenoble. Après sa maîtrise ès arts de 1656, il obtient une licence de théologie à l'université de la Sorbonne à Paris en 1666 l'année où il devient diacre et prévôt de Nîmes. Ordonné prêtre en 1669 il devient prieur de Saint-Bacchi de Suze dans le diocèse de Saint-Paul-Trois-Châteaux et de Saint-Auban dans celui de Viviers , il est abbé commendataire de Notre-Dame-de-Carence. Il participe aux trois  assemblées du clergé  de 1665, 1670 et 1675 et devient Agent général du clergé de France lors de la dernière 
De La Baume d'abord évêque de Tarbes en 1675, confirmé le 30 aout 1677 et consacré le 10 octobre de la même année, par François de Harlay de Champvallon  l'archevêque de Paris. Le 25 du même mois il est transféré au Diocèse de Saint-Omer  où il est le premier évêque nommé par Louis XIV, après l'annexion de la partie méridionale de l'ancien comté de Flandre (au traité de Nimègue de 1678) qui suivit la prise de Saint-Omer, en juin 1677
Enfin il devient archevêque d'Auch en 1684, mais les relations tendues entre la France et le Saint-Siège empêchent qu'il reçoive ses bulles avant le 4 février 1692. Comme archevêque d'Auch, il assemble un concile provincial et il confie la direction de son séminaire aux jésuites. Il meurt à Paris en 1705 et est inhumé dans l'Église Saint-Paul-Saint-Louis